# Javier Romo
Javier Romo Oliver (Villafranca de los Caballeros, 6 januari 1999) is een Spaans wielrenner die anno 2024 rijdt voor Movistar Team.

## Carrière
Romo won in 2020 het Spaans kampioenschap op de weg onder 23 jaar. Het daaropvolgende jaar werd hij prof bij de Kazachse ploeg Astana-Premier Tech. Na drie seizoenen vertrok hij naar Movistar Team. Op de derde wedstrijddag van het jaar won hij de etappe van Norwood naar Uraidla in de Tour Down Under. Voor Romo was dit zijn eerste profzege en kwam aan de leiding van het klassement.

## Overwinningen
2020
 Spaans kampioenschap op de weg onder 23 jaar
2023
Jongerenklassement Ronde van Burgos
2025
3e etappe Tour Down Under

## Resultaten in voornaamste wedstrijden
| Jaar | Ronde van Italië | Ronde van Frankrijk | Ronde van Spanje |
| ---- | ---------------- | ------------------- | ---------------- |
| 2021 |                  |                     |                  |
| 2022 |                  |                     |                  |
| 2023 |                  |                     | opgave           |
| 2024 |                  | 23e                 |                  |

| Jaar | Ronde van Lombardije | Clásica San Sebastián |
| ---- | -------------------- | --------------------- |
| 2021 |                      | 95e                   |
| 2022 | opgave               |                       |
| 2023 |                      | opgave                |
| 2024 |                      |                       |

## Ploegen
- 2021 –  Astana-Premier Tech
- 2022 –  Astana Qazaqstan
- 2023 –  Astana Qazaqstan
- 2024 –  Movistar Team
- 2025 –  Movistar Team

Aranburu · Battistella · Boaro · Broesenski · Contreras · de Bod · Fjodorov · Felline · Fraile · Fuglsang · Gïdïç · Gregaard · Groezdev · Houle · G. Izagirre · J. Izagirre · Kudus · Loetsenko · Martinelli · Natarov · Perry · Piccolo tot 31 mei · Pronskïÿ · Rodríguez · Romo · Sánchez · Sobrero · Stalnov · Tejada · Vlasov · Zacharov
Basso · Battistella · Boaro · Broesenski · Conti · de Bod · de la Cruz · Dombrowski · Fjodorov · Felline · Gazzoli (tot 10/8) · Gïdïç · Groezdev · Henao (tot 31/07) · López · Loetsenko · Martinelli · Moscon · Natarov · A. Nibali · V. Nibali · Nurlykhassym · Pronskïÿ · Raboesjenka · Romo · Scaroni (vanaf 28/07) · Tejada · Velasco · Zacharov · Zejts · Chzhan (stagiair) · Syritsa (stagiair)
Basso · Battistella · Boaro · Bol · Broesenski · Cavendish · Chzhan · de la Cruz · Dombrowski · Fjodorov · Felline · Garofoli · Gïdïç · Groezdev · Laas · Loetsenko · Martinelli · Moscon · Natarov · Nibali · Nurlykhassym · Pronskïÿ · Raboesjenka · Romo · Sánchez · Scaroni · Syritsa · Tejada · Velasco · Zejts
Aranburu · Arcas · Barrenetxea · Barta · Canal · Cavagna · Cimolai · Formolo · García · Gaviria · Guerreiro · Jacobs · Lazkano · Mas · Milesi · Moro · Mühlberger · Norsgaard · Oliveira · Pedrero · Quintana · Rangel Costa (tot 19/8) · Romeo · Romo · Rubio · Samitier · Serrano · Sosa · Torres